# Jesús Vidal i Rosell
Jesús Vidal i Rosell   (1945 - 2014) fou un atleta i activista ecologista català.
Fou un pioner de l'ecologisme a les comarques de Ponent i col·laborador de la revista La Boira. Fou un dels màxims impulsors de la dignificació i recuperació de l'espai de la Mitjana per a l'ús i el gaudi de tota la ciutat de Lleida i encapçalà, a través del Col·lectiu Natura, algunes de les principals mobilitzacions contra FECSA per les tales massives d'arbres o contra la caça intensiva en l'espai. La seva perseverança i la dels seus companys acabarà aconseguint l'any 1994 la inclusió de la Mitjana en un extens parc fluvial.
Afiliat al Front Nacional de Catalunya, complí una setmana de presó a la Model per un cas en què s'havia vist involucrat pel seu cosí i militant anarcosindicalista Jordi Casanellas, qui li havia portat a la seva casa de la partida Fontanet l'activista llibertari José Caro Escañuela ferit de bala, on l'havia acollit a la cerca d'atenció mèdica d'urgència. Els encausats denunciaren que durant les setanta-dues hores que havien estat incomunicats a les dependències policials, primer al Govern Civil de Lleida i després a Via Laietana a Barcelona, sota l'aplicació de la legislació antiterrorista havien estat apallissats i maltractats, motiu pel qual presentaren les pertinents denúncies, que no foren ateses. La defensa de Vidal i del doctor Sal·lustià Estadella s'encarregà als advocats August Gil Matamala i Simeó Miquel.